# Girobio
El Girobio, també conegut com a Baby Giro o Giro d'Itàlia sub-27, i actualment com Giro Ciclistico d'Itàlia o Giro d'Itàlia sub-23, és una cursa ciclista italiana que es disputa anualment durant el mes de juny. Des del 2005 forma part de l'UCI Europa Tour amb una categoria 2.2.
Entre els vencedors hi ha ciclistes del renom de Francesco Moser, Giovanni Battaglin, Marco Pantani, Gilberto Simoni, Leonardo Piepoli i Danilo Di Luca.

## Palmarès
| Ay        | Vencedor                  | Segon                      | Tercer              |
| --------- | ------------------------- | -------------------------- | ------------------- |
| 1970      | Giancarlo Bellini         | Armando Topi               | Mario Giaccone      |
| 1971      | Francesco Moser           | Giuseppe Perletto          | Jean-Pierre Guitard |
| 1972      | Giovanni Battaglin        | Walter Riccomi             | Giampaolo Flamini   |
| 1973      | Gianbattista Baronchelli  | Giovanni Martella          | Bernard Bourreau    |
| 1974      | Leone Pizzini             | Gonzalo Marin              | Norberto Caceres    |
| 1975      | Ruggero Gialdini          | Amilcare Sgalbazzi         | Franco Conti        |
| 1976      | Franco Conti              | Roberto Ceruti             | Giovanni Fedrigo    |
| 1977      | Claudio Corti             | Alf Segersall              | Luciano Donati      |
| 1978      | Fausto Stiz               | Alessandro Pozzi           | Giovanni Fedrigo    |
| 1979      | Alf Segersall             | Fiorenzo Aliverti          | Giovanni Fedrigo    |
| 1980      | Giovanni Fedrigo          | Alessandro Paganessi       | Emanuele Bombini    |
| 1981      | Sergei Voronin            | Sergei Kadatski            | Giovanni Fedrigo    |
| 1982      | Francesco Cesarini        | Carlos Julio Siachoque     | Roberto Cugole      |
| 1983      | Vladimir Volochin         | Federico Longo             | Viktor Demidenko    |
| 1984      | Piotr Ugriúmov            | Sergei Gavrilko            | Stefano Colagé      |
| 1985      | Serguei Uslamine          | Ludek Styks                | Gianni Bugno        |
| 1986      | Alexander Krasnov         | Massimo Podenzana          | Stefano Bianchini   |
| 1987      | No disputat               | No disputat                | No disputat         |
| 1988      | Dmitri Kónixev            | Volodymyr Pulnikov         | Piotr Ugriúmov      |
| 1989      | Andrei Teteriuk           | Stefano Zanini             | Stefano Cattai      |
| 1990      | Wladimir Belli            | Ivan Gotti                 | Marco Pantani       |
| 1991      | Francesco Casagrande      | Marco Pantani              | Giuseppe Guerini    |
| 1992      | Marco Pantani             | Vincenzo Galati            | Andrea Noé          |
| 1993      | Gilberto Simoni           | Marco Milesi               | Michele Poser       |
| 1994      | Leonardo Piepoli          | Ruggero Borghi             | Francesco Secchiari |
| 1995      | Giuseppe Di Grande        | Daniele Sgnaolin           | Marco Fincato       |
| 1996      | Roberto Sgambelluri       | Filippo Baldo              | Oscar Mason         |
| 1997      | Oscar Mason               | Filippo Baldo              | Ruslan Ivanov       |
| 1998      | Danilo Di Luca            | Massimo Cigana             | Paolo Tiralongo     |
| 1999      | Tadej Valjavec            | Angelo Lopeboselli         | Fabio Marchesin     |
| 2000      | Raffaele Ferrara          | Franco Pellizotti          | Renzo Mazzoleni     |
| 2001      | Davide Frattini           | Andris Reiss               | Denis Bondarenko    |
| 2002      | Giuseppe Muraglia         | Joseba Albizu              | Scott Davis         |
| 2003      | Dainius Kairelis          | Paolo Bailetti             | Daniele Masolino    |
| 2004      | Marco Marzano             | Alessandro Bertuola        | Domenico Pozzovivo  |
| 2005      | No disputat               | No disputat                | No disputat         |
| 2006      | Dario Cataldo             | Dmitrò Hrabovski           | Matthew Lloyd       |
| 2007-2008 | No disputat               | No disputat                | No disputat         |
| 2009      | Cayetano Sarmiento        | Manuele Caddeo             | Peter Kennaugh      |
| 2010      | Carlos Alberto Betancourt | Edward Beltrán             | Antonio Santoro     |
| 2011      | Mattia Cattaneo           | Winner Anacona             | Stefano Agostini    |
| 2012      | Joe Dombrowski            | Fabio Aru                  | Pierre Paolo Penasa |
| 2013-2016 | No disputat               | No disputat                | No disputat         |
| 2017      | Pàvel Sivakov             | Lucas Hamilton             | Jai Hindley         |
| 2018      | Aleksandr Vlàssov         | João Almeida               | Robert Stannard     |
| 2019      | Andrés Camilo Ardila      | Einer Rubio                | Juan Diego Alba     |
| 2020      | Thomas Pidcock            | Henri Vandenabeele         | Kevin Colleoni      |
| 2021      | Juan Ayuso                | Tobias Halland Johannessen | Henri Vandenabeele  |
| 2022      | Leo Hayter                | Lennert Van Eetvelt        | Lenny Martinez      |
| 2023      | Johannes Staune-Mittet    | Darren Rafferty            | Hannes Wilksch      |